# Evropská silnice E61
Evropská silnice E61 je evropskou silnicí 1. třídy. Začíná v rakouském Villachu a končí v chorvatské Rijece. Spojuje tedy střední část světadílu s Jaderským mořem. Celá trasa měří 240 kilometrů.

## Průběh trasy

### Rakousko
| A11 | Villach – Rosenbach – Dálniční tunel Karavanky |

### Slovinsko
| A2 | Dálniční tunel Karavanky – Hrušica – Občina Jesenice – Kranj – Lublaň (Lublaňský dálniční okruh) |
| A1 | Lublaň – Vrhnika – Postojna – Divača                                                             |
| A3 | Divača – Sežana –                                                                                |

### Itálie
| SS58 | Fernetti – Villa Opicina – Terst        |
| SS14 | Terst – Basovizza – Pesek di Grozzana – |

### Slovinsko
| G7 | – Krvavi Potok – Kozina – Starod – |

### Chorvatsko
| D8 | – Pasjak – Permani – |
| A7 | – Permani – Rijeka   |